# Breda Ba.201
Breda Ba.201 – włoski lekki bombowiec nurkujący z okresu II wojny światowej

## Historia
W wyniku doświadczeń z początku II wojny światowej lotnictwo włoskie złożyło w wytwórniach lotniczych zamówienie na budowę bombowca nurkującego. Samolot tego typu został zaprojektowany przez Vittorio Calderini i Mario Pittoni w wytwórni Società Italiana Ernesto Breda na początku lat czterdziestych i otrzymał oznaczenie Ba.201, a jego konstrukcja została oparta na wcześniejszych samolotach tej wytwórni Ba.88 i Ba.65. 

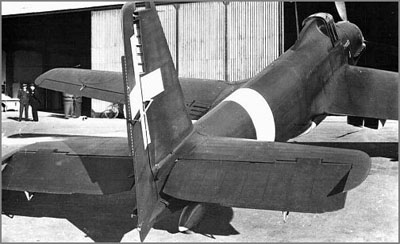
Ba.201 - widok od tyłu

Pierwszy prototyp samolotu został zbudowany na początku 1941 roku i został oblatany w dniu 3 lipca 1941 roku. Następnie poddano go próbom oraz badaniom w ośrodku badawczym Regia Aeronautica. W międzyczasie zbudowano drugi prototyp samolotu Ba.201, który różnił się od pierwszego tym, że nie posiadał komory bombowej, a bomba miała być mocowana na zaczepie zewnętrznym pod kadłubem. W trakcie prób pierwszy prototyp uległ katastrofie. 
Próby drugiego prototypu trwały do czerwca 1942 roku, kiedy to ostatecznie zrezygnowano z tego samolotu ze względu na brak silników do niego, gdyż silniki  Daimler-Benz DB 601A (produkowane na licencji jako Alfa Romeo RC.41-I Monsone) przeznaczono do produkowanych samolotów Macchi MC.202 Folgore i Reggiane Re.2001. 
Ostatecznie zbudowano tylko 2 prototypy samolotu Breda Ba.201.

## Użycie
Samolot Breda Ba.201 był używany tylko do prób i badań w locie. W trakcie prób pierwszy prototyp uległ katastrofie.

## Opis konstrukcji
Samolot Breda Ba.201 był średniopłatem o konstrukcji metalowej. Kabina zakryta. Podwozie klasyczne z kółkiem ogonowym wciągane w locie. Napęd stanowił 1 silnik rzędowy, chłodzony cieczą.